# Auguścin
Auguścin – wieś w Polsce położona w województwie wielkopolskim, w powiecie pilskim, w gminie Wyrzysk.
Okupację niemiecką Auguścina zakończyło 28 stycznia 1945 roku zajęcie miejscowości przez wojska 47 Armii 1 Frontu Białoruskiego Armii Czerwonej.
W latach 1975–1998 miejscowość administracyjnie należała do województwa pilskiego.